# Урал (журнал)
«Урал» — екатеринбургский литературно-художественный и публицистический журнал.

## История
Журнал «Урал» издаётся в Екатеринбурге (Свердловске) с января 1958 года (первоначальный тираж 15 тыс. экз.). Учреждён как орган Свердловского областного отделения Союза писателей РСФСР (в советский период — один из органов печати СП РСФСР).
Первый главный редактор — О. Ф. Коряков. Самые заметные публикации «Урала» первых лет — повести Виктора Астафьева «Перевал» и «Стародуб». Публицистика и литературная критика «Урала» первых лет не выходила за рамки официальных идеологических и эстетических установок.
В октябре 1959 года обком КПСС сменил главного редактора, назначив на этот пост опытного журналиста Краснова. При Краснове (1959—1967) в «Урале» преобладали авторы-свердловчане, на первые роли вышла публицистика.
В 1960-е годы в «Урале» печатались братья Стругацкие, молодые критики Лев Аннинский и Игорь Золотусский. В ряде журнальных публикаций проявилась самостоятельная позиция, что связано с периодом «оттепели»: главы из незаконченного романа Эммануила Казакевича, рассказ Константина Воробьёва «Немец в валенках» (1967).
В 1967 году Краснов был снят с должности главного редактора, на его место был назначен В. К. Очеретин.
В 1970-е годы некоторое свободомыслие со страниц «Урала» было полностью выведено. Очеретин сформировал новую редакцию, распорядился записать на титульном листе, что «Урал» представляет писательские организации не только Свердловской, но и Челябинской, Пермской, Тюменской, Курганской, Оренбургской областей, Башкирии и Удмуртии — значительно расширяется круг авторов.
«Урал» 70-х годов отличается большим тематическим и жанровым разнообразием: Великая Отечественная война, производственные темы, краеведение, проблемные очерки на социально-экономические темы, интересные факты из жизни Урала, проза зарубежных авторов, юмористика, фантастика и детективы. Популярность журнала росла, тираж превысил 100 тыс.
В 1980 году обком КПСС произвёл новую смену руководства. С приходом на место главного редактора В. П. Лукьянина сокращается объём развлекательных материалов, предпочтение отдаётся текстам, содержащим нравственную проблематику.
Во время перестройки «Урал» печатает произведения «возвращённых» авторов: Владимира Набокова, Михаила Осоргина и др. В «Урале» дебютируют Ольга Славникова и Борис Рыжий.

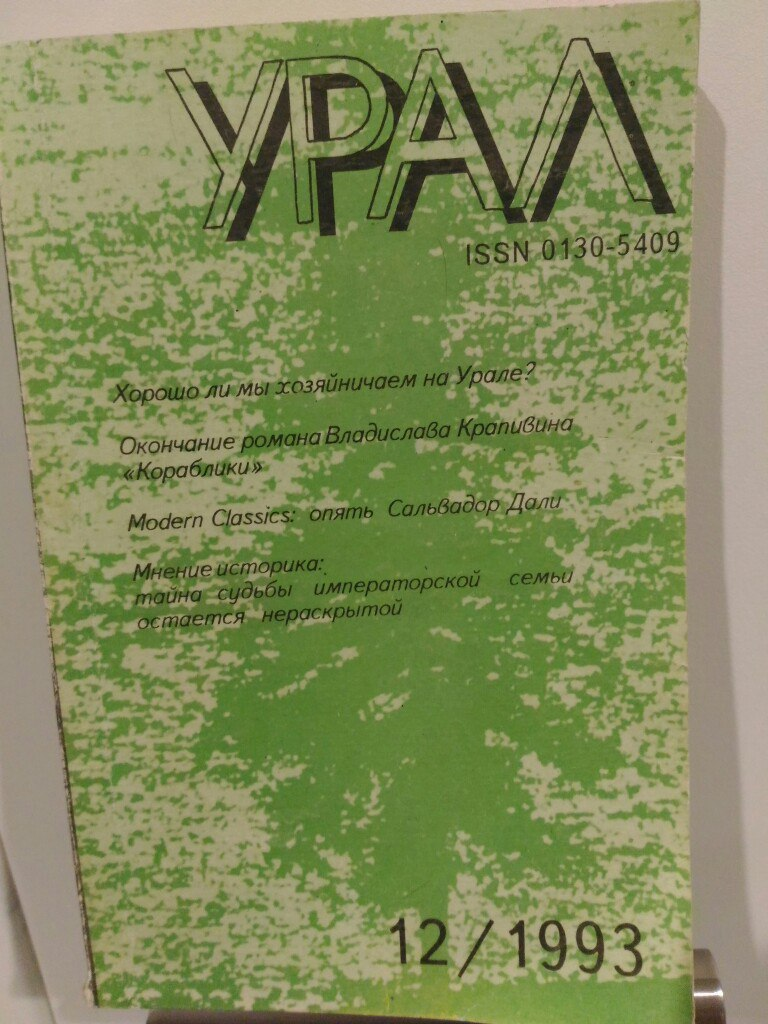
Обложка номера 12 «Урала» 1993 года

События социально-политической и экономической жизни страны резко изменили условия существования журнала. В 1990 году «Урал» вынужденно вышел из-под эгиды СП РСФСР, а в 1992 году из системы Средне-Уральского книжного издательства. После распада СССР издание быстро пришло в упадок. Тираж 12-го номера «Урала» (1993 год) составил только 5,5 тыс. экземпляров. В 1998 году учредителем журнала стало правительство Свердловской области.
В июле 1999 года главным редактором издания был назначен драматург Н. В. Коляда (заместитель — О. П. Капорейко), поэтому в ряд основных жанров была поставлена драматургия. При Коляде журналу удаётся замедлить падение тиража, резко обновляется состав авторов, культивируются разные творческие манеры и стили, вводятся новые рубрики, развиваются литературные связи с российскими столицами и зарубежными странами.

## Современность

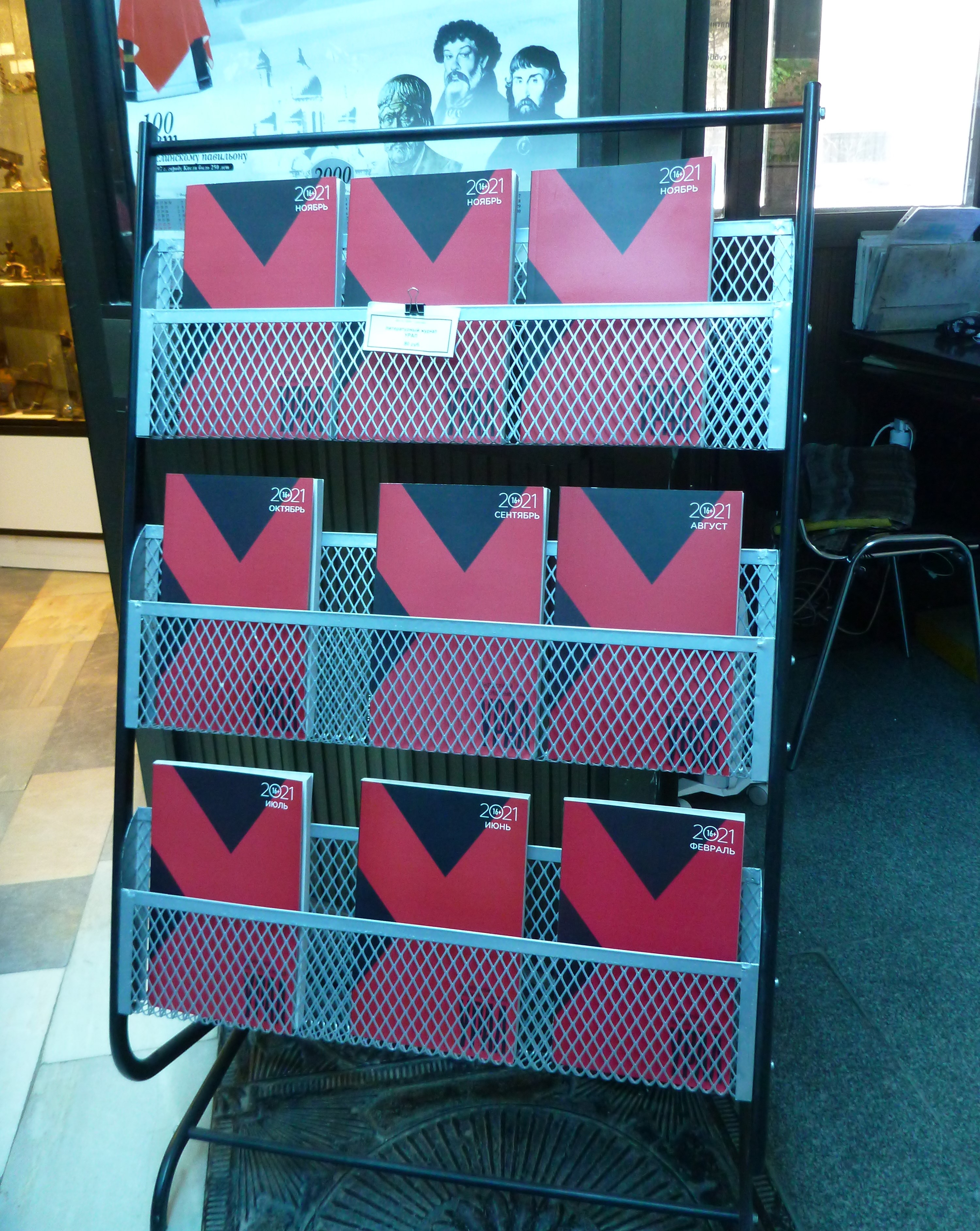
Номера «Урала» в продаже в Екатеринбургском музее изобразительных искусств, 2022 год

В настоящее время «Урал» является наиболее статусным из провинциальных литературных журналов в России.
«Урал» представлен на сайтах «Журнальный зал», «Мегалит», а с 2011 года располагает и собственным сайтом. Редакция журнала приглашает к сотрудничеству прозаиков, поэтов, драматургов, критиков, публицистов, но суммы авторских гонораров не сообщаются.
В 2000—2010-е годы в журнале публикуются Олег Ермаков, Александр Иличевский, Александр Карасёв, Вячеслав Курицын, Олег Лукошин, Игорь Одиноков, Андрей Рудалёв, Елена Сафронова, Роман Сенчин, Василий Сигарев, Василий Ширяев, Леонид Юзефович и другие.
В 2010 году поэзия, проза и публицистика «Урала» подвергались нападению петербургского критика Валерии Жаровой, ведшей в журнале «Бельские просторы» рубрику «Литературное междуречье».

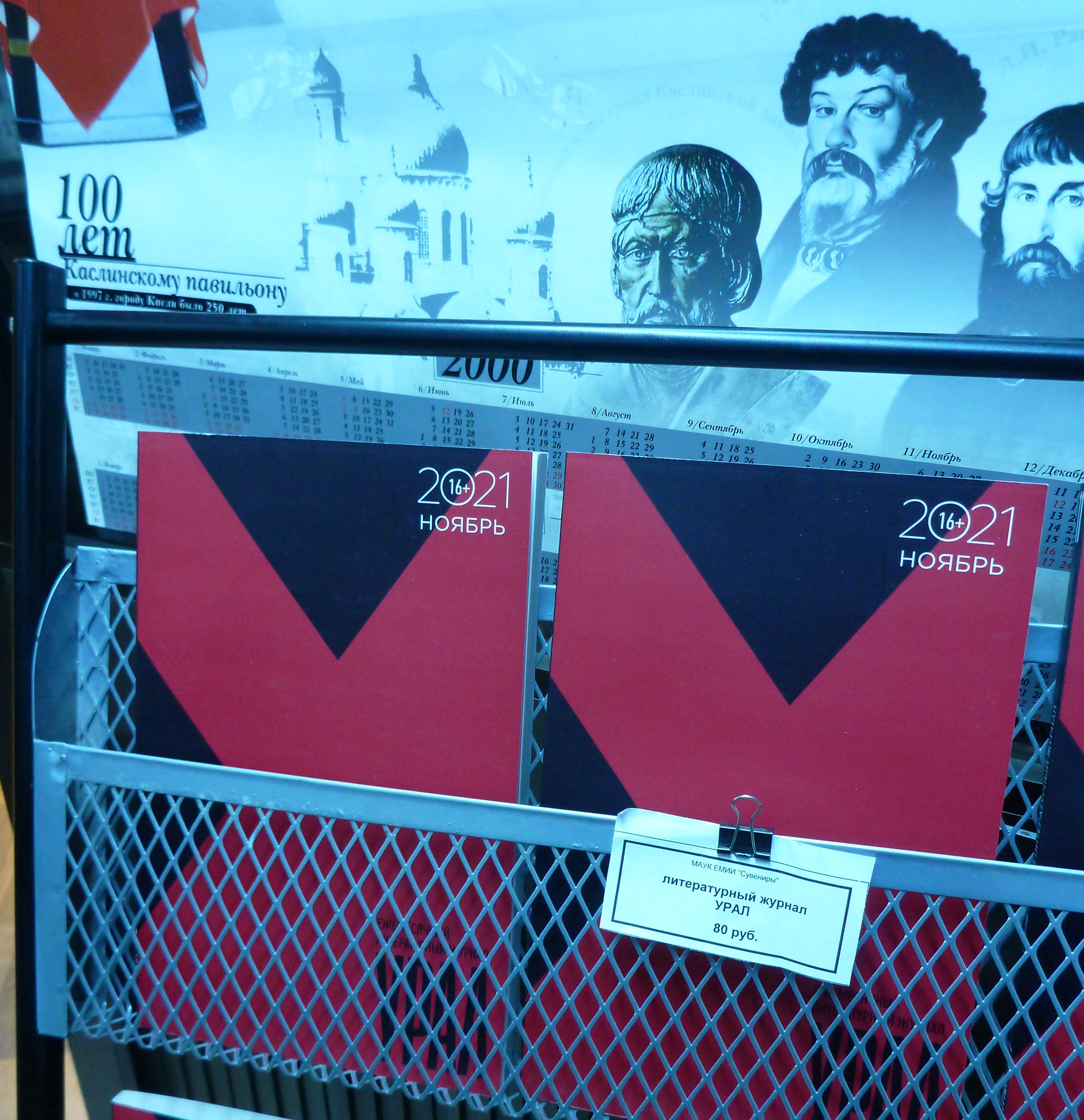
Цена на «Урал» в январе 2022 года

По словам руководства «Урала», если в 1991 году тираж журнала приближался к 2 000 000, то в 2015 году он едва ли достигал 2000 экземпляров. Номер 1 (256) «Урала», вышедший в январе 2018 года имел тираж (согласно информации на последней странице издания) — 1500 экземпляров. Этот тираж сохранился и в дальнейшем. Так, номер «Урала» за ноябрь 2021 года имел тираж 1500 экз. При этом журнал стоил в розницу недорого — в 2022 году «Урал» продавали по 83 рубля за номер.

## Главные редакторы
- 1958—1959 — О. Ф. Коряков.
- 1959—1967 — Г. К. Краснов.
- 1968—1980 — В. К. Очеретин.
- 1981—1999 — В. П. Лукьянин.
- 1999—2010 — Н. В. Коляда[9].
- С августа 2010 — О. А. Богаев[9].

## Редакция
- Сергей Беляков — заместитель главного редактора по творческим вопросам.
- Надежда Колтышева — заместитель главного редактора по вопросам развития.
- Константин Богомолов — ответственный секретарь.
- Андрей Ильенков — заведующий отделом прозы.
- Юрий Казарин — заведующий отделом поэзии.

## Редакционный совет
- Дмитрий Бавильский — писатель, литературовед, критик.
- Леонид Быков — литературовед, заведующий кафедрой русской литературы XX века Уральского университета.
- Александр Иличевский — писатель.
- Марк Липовецкий — критик и литературовед, профессор университета Колорадо (Боулдер, США).
- Валентин Лукьянин — критик.
- Майя Никулина — поэтесса, писательница и филолог.
- Андрей Расторгуев — поэт.

В разное время в редакционный совет входили Аркадий Застырец, Наум Лейдерман, Анна Матвеева (2002—2010).

### Комментарии
1. ↑  Вместе с поэзией, прозой и публицистикой журналов «Волга» и «Нева».